# Tanzan Ishibashi
Tanzan Ishibashi (jap. 石橋 湛山 Ishibashi Tanzan; ur. 25 września 1884 w Tokio, zm. 25 kwietnia 1973 w Osace) – japoński dziennikarz i polityk, premier Japonii w latach 1957-1957.

## Życiorys
Był politykiem Partii Liberalno-Demokratycznej, a od grudnia 1956 r. do marca 1957 r. – jej przewodniczącym. W okresie od grudnia 1956 r. do lutego 1957 r. był premierem.